# لا هابرا (کالیفرنیا)
لا هابرا (به انگلیسی: La Habra) شهری در شهرستان اورنج، کالیفرنیا ایالت کالیفرنیا است که در سرشماری سال ۲۰۱۰ میلادی، ۶۰۲۳۹ نفر جمعیت داشته‌است.